# Championnats du monde de gymnastique rythmique 1963
Navigation
Édition suivante
Les championnats du monde de gymnastique rythmique 1963, première édition des championnats du monde de gymnastique rythmique, ont eu lieu les 7 et 8 décembre 1963 à Budapest, en Hongrie.

## Tableaux des médailles

### Tableau des médailles par épreuve
| Épreuve                      | Or                      | Argent                    | Bronze                  |
| ---------------------------- | ----------------------- | ------------------------- | ----------------------- |
| Concours général individuel  | Ludmila Savinkova (URS) | Tatiana Kravtchenko (URS) | Julia Trashlieva (BUL)  |
| Concours général sans engins | Ludmila Savinkova (URS) | Tatiana Kravtchenko (URS) | Elvira Averkovics (URS) |
| Concours général avec engins | Ludmila Savinkova (URS) | Tatiana Kravtchenko (URS) | Julia Trashlieva (BUL)  |

### Tableau des médailles par pays
| Rang  | Nation           | Or | Argent | Bronze | Total |
| ----- | ---------------- | -- | ------ | ------ | ----- |
| 1     | Union soviétique | 3  | 3      | 1      | 7     |
| 2     | Bulgarie         | 0  | 0      | 2      | 2     |
| Total | Total            | 3  | 3      | 3      | 9     |